# Rio Welmel
O rio  Welmel é um curso de água do leste da Etiópia e um afluente do rio Ganale Dorya.